# Braamhage
Braamhage vroeger Beek en Daal was een landgoed aan de Burgemeester Grothestraat in Soest in de provincie Utrecht.

## Lange Eind en Berg en Daal
De locatie van Braamhage wordt op een kaart uit 1810 aangegeven als mogelijke woning van molenaar Willem Smits en werd toen aangeduid met 'Lange Eind'. In de jaren erna volgen meerdere eigenaren en wordt het huis Hofstede Beek en Daal genoemd. Al in 1830 is sprake van waterpartijen en tuinen bij het "Heeren Huijzinge". Ook bij Mariënburg waren dergelijke vijvers die vaak een kettingbrug hadden. Veel van de vijvers zijn in de loop der jaren gedempt. De vroegere boerenwoning krijgt er later steeds meer grond bij en beslaat rond 1850 ruim vijf hectare. Het goed was met een sloot gescheiden van de straatweg van Soest naar Amersfoort. Tot het gebied behoorde ook het tegenwoordige Slangenbosje. De Beek en Daalselaan verbindt tegenwoordig de Burgemeester Grothestraat met de Stadhouderslaan.

## Rustoord
In 1854 koopt Hendrik Tip het goed van de erven van de destijdse Franse eigenares. Hendrik geeft het de naam Rustoord. Als hij overlijdt laat de Soester familie Poggenbeek-Muysken het goed verbouwen en uitbreiden tot aan het huidige Beverstein.

## Braamhage
In 1912 maakte Nicolaas Stork er een herstelplaats voor geesteszieke patiënten van. Na de renovatie werd getracht het de bewoners zo aangenaam mogelijk te maken. Zo werden voor de grote vijver waterfietsen gekocht. In 1922 wordt Rustoord gesloopt en krijgt het nieuwe pand de naam Braamhage. De eigenaar is dan de Rotterdamse zakenman Maarten Iburg, uitgever van het blad De Soester.
Voor de Tweede Wereldoorlog wordt Braamhage gebruikt om Nederlandse soldaten in te kwartieren. Deze maken in de oorlog plaats voor Duitse soldaten en in 1945 worden er Canadezen in ondergebracht. Hierna staat het gebouw lange tijd leeg, tot het in 1957 wordt gesloopt.
Over Braamhage verscheen in 1997 het jeugdboek Avonturen op Braamhage.

## Braamhage als rustoord
Op de grond verrijst in 1957 een vrijzinnig-protestants bejaardencentrum Braamhage. Het was daarmee een van de eerste bejaardenoorden in Nederland van deze signatuur. Dit werd in 1999 vervangen door het appartementencomplex Souveraine, een woonvorm voor senioren.

## Bewoners
- ± 1810 - Willem Smits, molenaar
- Jan Sluiter
- Abraham Feitama
- 1824 - Mr. Everard Cornelis Bondt
- 1832 - mej. Maria Elisabeth Marc Pas de Loupe
- 1845 - Hendrik Meerten Tip, kostschoolhouder en schoolopziener in Utrecht
- 1859 - Frans Hendrik Poggenbeek en zijn echtgenote Sara Elisabeth Muysken, hiervoor wonende op Bleijendaal.
- 1882 - Johan Frederik Cornelis Prince[5]
- 1896 - Petrus Boon-van Berkel, spekslagers uit Utrecht
- 1912 - Nicolaas Frederik Stork[6]
- 1922 - Maarten Iburg, directeur NV De Tijdgeest
- 1957 - bejaardencentrum
- 1999 - appartementencomplex Souveraine